# Viatcheslav Bykov
Pour les articles homonymes, voir Bykov.
Temple de la renommée de l'IIHF : 2014
Temple de la renommée russe : 2004
Viatcheslav Arkadievitch Bykov (russe : Вячеслав Аркадьевич Быков–Vâčeslav Arkad’evič Bykov), surnommé Slava Bykov, est un joueur professionnel russe naturalisé suisse de hockey sur glace, devenu entraineur. Il est né le 24 juillet 1960 à Tcheliabinsk en URSS (aujourd'hui ville de Russie).

## En URSS
Bykov entre dans l'équipe de hockey de l'Institut d'agriculture de Tcheliabinsk, où il étudie dès 1976 afin de devenir ingénieur agronome. À 18 ans pourtant, il prend la décision d'abandonner ses études pour devenir hockeyeur professionnel et intègre l'équipe du Metallourg Tcheliabinsk (club de deuxième division soviétique). L'année suivante, il est remarqué par les dirigeants du Traktor de Tcheliabinsk, club de première division au sein duquel il joue durant deux ans.
Dès 1982, Viatcheslav Bykov rejoint le HK CSKA Moscou (club de première division de l'armée soviétique). Il y rejoint des vedettes telles que la ligne d'attaque « KLM » : Kroutov - Larionov - Makarov. Force, endurance et résistance sont les leitmotiv de l'entraîneur Victor Tikhonov, et la souffrance de la vie en caserne est permanente.
Au sein de ce prestigieux club, il gagne sept fois le championnat d'URSS. Au niveau international, il remporte des titres de champion du monde avec l'équipe d'URSS (1983, 1986, 1989 et 1990) puis de Russie (1993), de champion olympique avec l'URSS à Calgary (1988) et est élu meilleur centre du championnat du monde à Stockholm (1989).
C'est également en 1982 qu'il épouse Nadia, avec laquelle il a deux enfants (Masha, née en 1983 et Andreï, né en 1988).
En 1989 il est choisi au cours du repêchage d'entrée de la Ligue nationale de hockey par les Nordiques de Québec en 9e ronde, 169e position.

## Les Dragons de Gottéron
L'aventure fribourgeoise débute en 1990. Accompagné de sa famille et de son compatriote Andreï Khomutov, il s'installe en Suisse et rejoint les rangs du HC Fribourg-Gottéron. Il y joue durant sept saisons avec le maillot n°90. Il est reconnu par ses équipiers comme étant un partenaire privilégiant le contact humain, le jeu d'équipe et l'audace. Il participe aux Jeux d'Albertville en 1992 sous les couleurs de la CEI, et décroche ainsi le titre de champion olympique pour la seconde fois. Slava Bykov joue 302 matches pour l'équipe fribourgeoise, marque 611 points (226 buts et 385 assistances), pour une moyenne de 2,02 points par match. Il est sacré meilleur marqueur de la Ligue Nationale A au terme des saisons 1992, 1993 et 1994.
À l'expiration de son contrat avec Fribourg-Gottéron, Slava Bykov décide de rester en Suisse, au Lausanne Hockey Club, afin de préserver sa vie de famille. Il joue deux saisons sur les bords du lac Léman.
Cinq fois champion du monde, sept fois champion d'URSS, sept fois champion d'Europe, deux fois champion olympique, l'attaquant n'est jamais champion suisse.
Il a obtenu la nationalité suisse en 2003.

## Carrière comme entraineur
De 2004 à 2009, il entraîne le HK CSKA Moscou dans la Superliga avant de rejoindre le Salavat Ioulaïev Oufa dans la nouvelle Ligue continentale de hockey.
De 2006 à mai 2011, il prend la tête de l'équipe nationale de Russie. Il est assisté par Igor Zakharkine. Le 20 mai 2010, il dispute son centième match à ce poste contre l'équipe nationale du Canada. Le duo est remplacé en juin 2011 par Zinetoula Bilialetdinov. Il remporte la Coupe Gagarine 2011 avec le Salavat Ioulaïev Oufa. Bykov et Zakharkine quittent le Salavat à l'intersaison 2011, le poste d'entraîneur étant confié à Sergueï Mikhaliov. Il devient, en 2012, consultant de Zakharine, qui est lui nommé entraîneur en chef de l’équipe nationale polonaise.

## Carrière internationale
Il représente l'URSS au cours des compétitions suivantes :
- Championnat du monde
  - 1983, 1985, 1986, 1987, 1989 et 1990
- Jeux olympiques d'hiver
  - 1988
- Coupe du Canada
  - 1987

Il représente l'Équipe unifiée de l’ex-URSS au cours des compétitions suivantes :
- Jeux olympiques d'hiver
  - 1992

Il représente la Russie au cours des compétitions suivantes :
- Championnat du monde
- 1993 et 1995

## Trophées et honneurs personnels

### Palmarès comme joueur
- Septuple Champion d'URSS en 1983, 1984, 1985, 1986, 1987, 1988, 1989 avec le CSKA Moscou
- Vainqueur Coupe d'URSS en 1988 avec le CSKA Moscou
- Vainqueur Coupe d'Europe en 1983, 1984, 1985, 1986, 1987, 1988 et 1990 avec le CSKA Moscou
- Quintuple  médaillé d'or Championnat du monde en 1983, 1986, 1989 et 1990 avec l'URSS et en 1993 avec la Russie
- Médaillé d'argent Championnat du monde en 1987 avec l'URSS
- Médaillé de bronze Championnat du monde en 1985 avec l'URSS
- Double  médaillé d'or Jeux olympiques d'hiver en 1988 avec l'URSS et 1992 avec l'Équipe unifiée d'ex URSS
- Médaillé d'argent Coupe du Canada en 1987 avec l'URSS

### Honneurs
- Élu meilleur centre au Championnat du Monde en 1989
- Nommé dans l'Équipe d'étoiles LNA saison 1991-1992, 1992-1993 et 1993-1994
- Meilleur buteur LNA saison régulière en 1990-1991, 1991-1992 et 1993-1994
- Meilleur buteur LNA Play-off 1993-1994

### Palmarès comme entraineur
- Médaille de bronze Championnat du monde en 2007 avec la Russie
- Médaille d'or Championnat du monde en 2008 avec la Russie
- Médaille d'or Championnat du monde en 2009 avec la Russie
- Médaille d'argent Championnat du monde en 2010 avec la Russie

- Ligue continentale de hockey
  - 2009 : nommé entraîneur de l'équipe Iachine lors du Match des étoiles.
  - 2010 : nommé entraîneur de l'équipe Iachine lors du Match des étoiles.

## Famille dans le sport
Il est le père d'Andreï Bykov, joueur de Fribourg-Gottéron de 2005 à 2024.
Sa famille s'est installée à Marly (canton de Fribourg, Suisse).

## Statistiques
| Saison      | Équipe               | Ligue       |     | Saison régulière | Saison régulière | Saison régulière | Saison régulière | Saison régulière |    | Séries éliminatoires | Séries éliminatoires | Séries éliminatoires | Séries éliminatoires | Séries éliminatoires |
| Saison      | Équipe               | Ligue       | PJ  | B                | A                | Pts              | Pun              | PJ               | B  | A                    | Pts                  | Pun                  |                      |                      |
| 1979-1980   | Traktor Tcheliabinsk | URSS        | 3   | 2                | 0                | 2                | 0                |                  |    |                      |                      |                      |                      |                      |
| 1980-1981   | Traktor Tcheliabinsk | URSS        | 48  | 26               | 16               | 36               | 14               | -                | -  | -                    | -                    | -                    |                      |                      |
| 1981-1982   | Traktor Tcheliabinsk | URSS        | 44  | 22               | 22               | 44               | 10               | -                | -  | -                    | -                    | -                    |                      |                      |
| 1982-1983   | CSKA Moscou          | URSS        | 44  | 22               | 22               | 44               | 10               | -                | -  | -                    | -                    | -                    |                      |                      |
| 1983-1984   | CSKA Moscou          | URSS        | 44  | 22               | 11               | 33               | 12               | -                | -  | -                    | -                    | -                    |                      |                      |
| 1984-1985   | CSKA Moscou          | URSS        | 36  | 21               | 14               | 35               | 4                | -                | -  | -                    | -                    | -                    |                      |                      |
| 1985-1986   | CSKA Moscou          | URSS        | 36  | 10               | 10               | 20               | 6                | -                | -  | -                    | -                    | -                    |                      |                      |
| 1986-1987   | CSKA Moscou          | URSS        | 40  | 18               | 15               | 33               | 10               | -                | -  | -                    | -                    | -                    |                      |                      |
| 1987-1988   | CSKA Moscou          | URSS        | 47  | 17               | 30               | 47               | 26               | -                | -  | -                    | -                    | -                    |                      |                      |
| 1988-1989   | CSKA Moscou          | URSS        | 40  | 16               | 20               | 36               | 10               | -                | -  | -                    | -                    | -                    |                      |                      |
| 1989-1990   | CSKA Moscou          | URSS        | 48  | 21               | 16               | 37               | 16               | -                | -  | -                    | -                    | -                    |                      |                      |
| 1990-1991   | HC Fribourg-Gottéron | LNA         | 36  | 35               | 49               | 84               | 18               | 9                | 7  | 16                   | 23                   | 10                   |                      |                      |
| 1992-1993   | HC Fribourg-Gottéron | LNA         | 35  | 25               | 50               | 75               | 14               | 9                | 10 | 12                   | 22                   | 4                    |                      |                      |
| 1993-1994   | HC Fribourg-Gottéron | LNA         | 36  | 30               | 44               | 74               | 6                | 11               | 11 | 20                   | 31                   | 2                    |                      |                      |
| 1994-1995   | HC Fribourg-Gottéron | LNA         | 30  | 24               | 51               | 75               | 35               | 8                | 6  | 4                    | 10                   | 4                    |                      |                      |
| 1995-1996   | HC Fribourg-Gottéron | LNA         | 28  | 10               | 25               | 35               | 8                | 4                | 2  | 1                    | 3                    | 0                    |                      |                      |
| 1996-1997   | HC Fribourg-Gottéron | LNA         | 46  | 23               | 45               | 68               | 16               | 3                | 0  | 3                    | 3                    | 2                    |                      |                      |
| 1997-1998   | HC Fribourg-Gottéron | LNA         | 18  | 14               | 18               | 32               | 4                | 12               | 2  | 6                    | 8                    | 6                    |                      |                      |
| 1998-1999   | Lausanne HC          | LNB         | 24  | 19               | 21               | 40               | 40               | 3                | 2  | 4                    | 6                    | 2                    |                      |                      |
| 1999-2000   | Lausanne HC          | LNB         | 6   | 2                | 9                | 11               | 2                | -                | -  | -                    | -                    | -                    |                      |                      |
| Totaux URSS | Totaux URSS          | Totaux URSS | 430 | 195              | 170              | 365              | 112              | -                | -  | -                    | -                    | -                    |                      |                      |
| Totaux LNA  | Totaux LNA           | Totaux LNA  | 263 | 200              | 330              | 530              | 121              | 69               | 42 | 79                   | 121                  | 38                   |                      |                      |
| Totaux LNB  | Totaux LNB           | Totaux LNB  | 30  | 21               | 30               | 51               | 42               | 3                | 2  | 4                    | 6                    | 2                    |                      |                      |

| Année | Équipe                      | Compétition  |    | PJ | B | A  | Pts | Pun                |  | Résultat |
| 1983  | Union soviétique            | CM           | 10 | 3  | 2 | 5  | 0   | Médaille d'or      |  |          |
| 1985  | Union soviétique            | CM           | 10 | 6  | 3 | 9  | 2   | Médaille de bronze |  |          |
| 1986  | Union soviétique            | CM           | 10 | 6  | 6 | 12 | 2   | Médaille d'or      |  |          |
| 1987  | Union soviétique            | CM           | 10 | 5  | 6 | 11 | 0   | Médaille d'argent  |  |          |
| 1987  | Union soviétique            | Coupe Canada | 9  | 2  | 7 | 9  | 4   | Médaille d'argent  |  |          |
| 1988  | Union soviétique            | JO           | 7  | 2  | 3 | 5  | 2   | Médaille d'or      |  |          |
| 1989  | Union soviétique            | CM           | 10 | 6  | 6 | 12 | 2   | Médaille d'or      |  |          |
| 1990  | Union soviétique            | CM           | 10 | 3  | 1 | 4  | 4   | Médaille d'or      |  |          |
| 1991  | Union soviétique            | CM           | 10 | 4  | 4 | 8  | 0   | Médaille de bronze |  |          |
| 1992  | Équipe unifiée de l’ex-URSS | JO           | 8  | 4  | 7 | 1  |     | Médaille d'or      |  |          |
| 1993  | Russie                      | CM           | 8  | 4  | 3 | 7  | 6   | Médaille d'or      |  |          |
| 1995  | Russie                      | CM           | 6  | 2  | 2 | 4  | 4   | 5e place           |  |          |

| Saison    | Équipe                | Ligue     |    | PJ | V  | D | N  | Pr              |  | Séries éliminatoires |
| 2004-2005 | CSKA Moscou           | Superliga | 60 | 24 | 24 | 9 | 3  | Pas qualifié    |  |                      |
| 2005-2006 | CSKA Moscou           | Superliga | 51 | 25 | 17 | 8 | 1  | Quart-de-finale |  |                      |
| 2006-2007 | CSKA Moscou           | Superliga | 54 | 28 | 20 | 4 | 2  | Demi-finale     |  |                      |
| 2007-2008 | CSKA Moscou           | Superliga | 57 | 36 | 15 | - | 6  | Quart-de-finale |  |                      |
| 2008-2009 | CSKA Moscou           | KHL       | 56 | 34 | 11 | - | 11 | Quart-de-finale |  |                      |
| 2009-2010 | Salavat Ioulaïev Oufa | KHL       | 56 | 44 | 8  | - | 4  | Demi-finale     |  |                      |
| 2010-2011 | Salavat Ioulaïev Oufa | KHL       | 54 | 36 | 12 | - | 4  | Champion        |  |                      |

| Année | Équipe | Compétition |   | PJ | V | D                  |  | Classement final |
| 2007  | Russie | CM          | 9 | 8  | 1 | Médaille de bronze |  |                  |
| 2008  | Russie | CM          | 9 | 9  | 0 | Médaille d'or      |  |                  |
| 2009  | Russie | CM          | 9 | 9  | 0 | Médaille d'or      |  |                  |
| 2010  | Russie | JO          | 4 | 2  | 2 | 6e place           |  |                  |
| 2010  | Russie | CM          | 9 | 8  | 1 | Médaille d'argent  |  |                  |
| 2011  | Russie | CM          | 9 | 4  | 5 | 4e place           |  |                  |